# 六神丸
六神丸是一种中成药，通常为黑色小水丸（每1000粒重3.125克）。六神丸最早由上海的“雷允上”药店发明，后来苏州雷允上也有生产。

## 成分

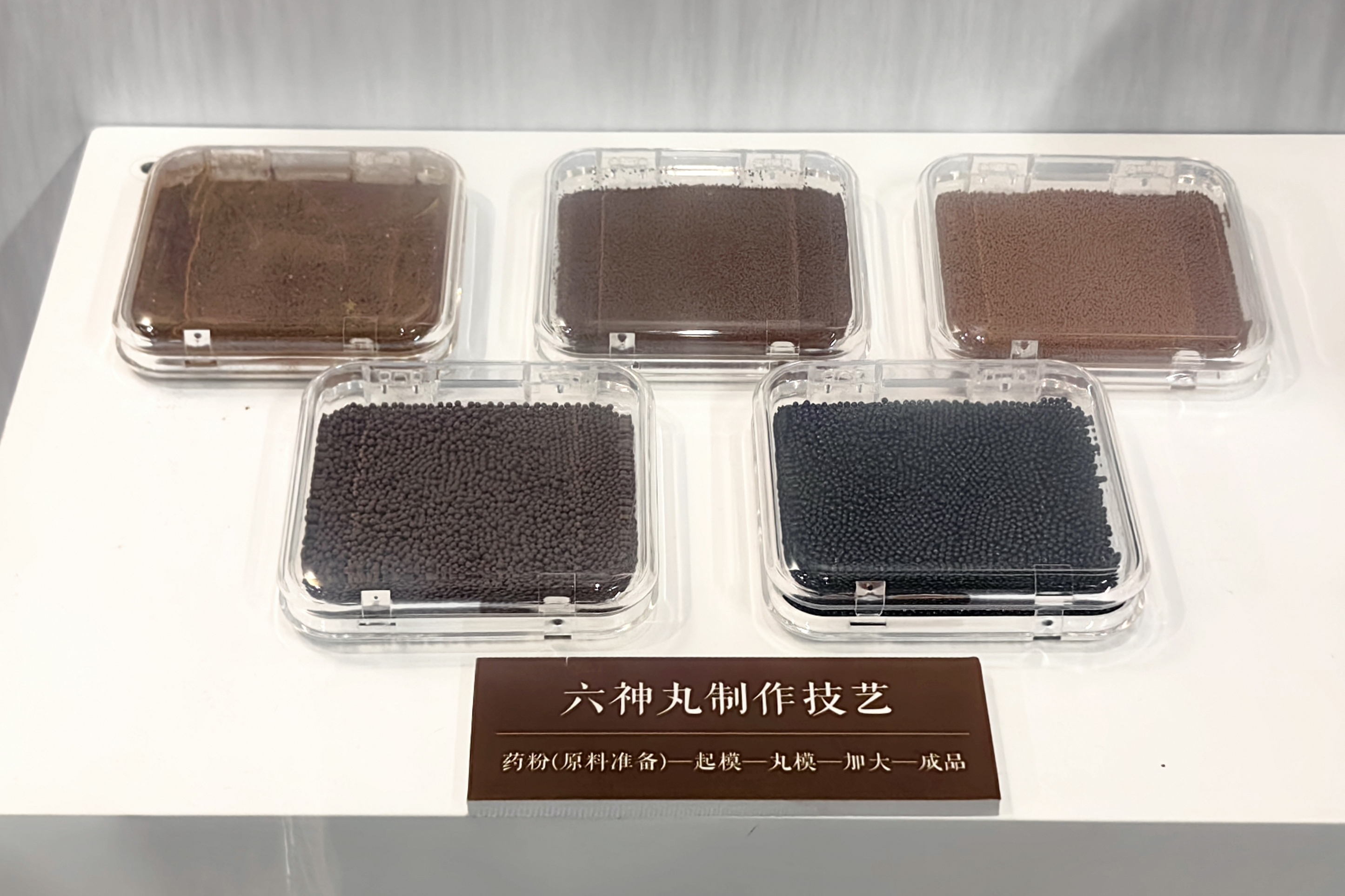
六神丸制作技艺——从药粉到成品

六神丸主要成分为雄黄、麝香（可用人工麝香代替）、蟾酥、冰片等六味中药。

## 功效及用法
清凉解毒，消炎止痛。用于烂喉丹痧、咽喉肿痛、喉风喉痈、单双乳蛾、小儿热疖、痈疡疔疮、乳痈发背、无名肿毒。
本品为口服，亦可以冷开水或米醋化开后外敷于患处。但本品含有蟾酥和雄黄，两者有一定的毒性，服用过量可能导致中毒，故使用时需遵医嘱，不可滥用；孕妇及未满周岁的儿童不宜服用。
本品在中国大陆属于处方药，一般需凭医师处方购买。

## 注意事项
六神丸中含有的成分具有一定毒性，服用不当可引起中毒，主要表现为恶心、呕吐、腹痛、口唇和四肢发麻、心悸、胸闷等。有婴幼儿服用导致惊厥甚至死亡的案例。

## 其它
日本也有一种名叫“六神丸”的汉方药，配方与中国的六神丸有所不同，主要用于心脏病等的治疗。